# Mérsékelt Párt
A Mérsékelt Párt (svédül: Moderata samlingspartiet, a köznyelvben gyakran Moderaterna, rövidítése M) egy svédországi jobbközép, liberális konzervatív politikai párt. A pártot 1904-ben Általános Választói Szövetség (svédül: Allmänna valmansförbundet) néven alapította konzervatív parlamenti képviselők egy csoportja. Azóta két másik neve is volt történelme folyamán: 1938-1952 között a Jobboldal Országos Szervezete (svédül: Högerns riksorganisation), 1952-1969 között Jobboldali Párt (svédül: Högerpartiet) néven működött.
A 2006-os parlamenti választásokon a szavazatok 26,23%-át szerezte meg, ezzel a kormánykoalíció vezető erejét alkotja a Szövetség Svédországért többi jobbközép pártjával – Centrum Párt, Liberális Néppárt és Kereszténydemokraták – együtt. A párt jelenlegi elnöke Ulf Kristersson.

## Ideológiájuk
A párt liberális-konzervatív szellemiségű, a párt liberalizmusa a klasszikus liberalizmushoz áll közel.
A párt a szabad piacot és a személyes szabadságot támogatja, emellett elkötelezettek a magántulajdon védelem, deregularizáció, adócsökkentés, az állam gazdasági szerepvállalásának csökkentésében. Támogatják az azonos neműek házasságát és az ország  európai uniós tagságát.
Fredrik Reinfeldt vezetésével a párt pragmatikus szemléletűvé vált és középpárti elhelyezkedése lett. A párt feladott számos régi elvéből: a sávos adózás és a honvédelmi kiadások emelését. A párt eredetileg bevándorláspárti politikát folytatott ám 2015-ben Anna Kinberg Batrat választották meg pártelnöknek, és szigorúbb irányvonalat kezdett követni. A párt jelenleg támogatja a határellenőrzés bevezetését, emellett szigorúbban szabályoznak a család egyesítésre vonatkozó törvényt, csökkentenék a jóléti kiadásokat és szigorúbban szabályoznák a bevándorlást.
2016-ban az Almedaleni Héten, ahol Svédország meghatározó politikusai tartanak beszédeket, vitafórumokat, Batra, azt állította, hogy a bevándorlóknak nagyobb erőfeszítéseket kéne tenni, hogy a svéd nyelvet megtanulják és részt vegyenek a svéd társadalom életében vagy ha erre nem képesek, akkor a segélyek csökkentését kockáztatják meg és a akkor nehezebben kapják meg a tartózkodási engedélyeket.
A párt támogatja Svédország csatlakozását a NATO-hoz.

## Választási eredmények

### Riksdag
| Választási év | # Összes szavazat | % Összes szavazat | # Összes elnyert mandátum | +/– | Választási győzelem/vereség? |
| ------------- | ----------------- | ----------------- | ------------------------- | --- | ---------------------------- |
| 1958          | 750,332           | 19.5 (#2)         | 45 / 233                  | 3   | Vereség                      |
| 1960          | 704,365           | 16.6 (#3)         | 39 / 233                  | 6   | Vereség                      |
| 1964          | 582,609           | 13.7 (#4)         | 33 / 233                  | 6   | Vereség                      |
| 1968          | 621,031           | 12.9 (#4)         | 32 / 233                  | 1   | Vereség                      |
| 1970          | 573,812           | 11.5 (#4)         | 41 / 350                  | 9   | Vereség                      |
| 1973          | 737,584           | 14.3 (#3)         | 51 / 350                  | 10  | Vereség                      |
| 1976          | 847,672           | 15.6 (#3)         | 55 / 349                  | 4   | Győzelem                     |
| 1979          | 1,108,406         | 20.3 (#2)         | 73 / 349                  | 18  | Győzelem                     |
| 1982          | 1,313,337         | 23.6 (#2)         | 86 / 349                  | 13  | Vereség                      |
| 1985          | 1,187,335         | 21.3 (#2)         | 76 / 349                  | 10  | Vereség                      |
| 1988          | 983,226           | 18.3 (#2)         | 66 / 349                  | 10  | Vereség                      |
| 1991          | 1,199,394         | 21.9 (#2)         | 80 / 349                  | 14  | Győzelem                     |
| 1994          | 1,243,253         | 22.4 (#2)         | 80 / 349                  | 0   | Vereség                      |
| 1998          | 1,204,926         | 22.9 (#2)         | 82 / 349                  | 2   | Vereség                      |
| 2002          | 791,660           | 15.1 (#2)         | 55 / 349                  | 27  | Vereség                      |
| 2006          | 1,456,014         | 26.2 (#2)         | 97 / 349                  | 42  | Győzelem                     |
| 2010          | 1,791,766         | 30.1 (#2)         | 107 / 349                 | 10  | Győzelem                     |
| 2014          | 1,403,630         | 23.2 (#2)         | 84 / 349                  | 23  | Vereség                      |

## Választói bázisuk
A párt szavazói egy 2010-es felmérés szerint az alábbi társadalmi csoportokból kerülnek ki:
- Vállalkozók
- Szellemi munkások
- Magánszektor dolgozói
- Férfiak
- Alkalmazottak
- 31-64 év közöttiek

Területi szempontból a párt az ország délnyugati megyéiben népszerű, de Stockholm és Skåne megyében a legtámogatottabb. A párt szavazóinak többsége jobboldalinak vallja magát.

## Szervezetei
A pártnak országos, megyei és önkormányzati szervezetei vannak. A pártnak 600 helyi és 26 megyei szervezete van. Minden megye és város három évente delegál tagokat a párt kongresszusába. A kongresszus 200 fős, akik megválasztják a párt elnökét, két elnökhelyettest és a párt országos testületét. A testület szavazza meg az alelnököt.

### Kapcsolódó szervezetek
- Moderata ungdomsförbundet: Ifjúsági szervezet
- Moderata seniorer: Idősek szervezet
- Moderatkvinnorna: Női szervezet
- Öppna moderater: LMBTQ szervezet

## Fordítás
- Ez a szócikk részben vagy egészben a Moderate Party című angol Wikipédia-szócikk ezen változatának fordításán alapul.  Az eredeti cikk szerkesztőit annak laptörténete sorolja fel. Ez a jelzés csupán a megfogalmazás eredetét és a szerzői jogokat jelzi, nem szolgál a cikkben szereplő információk forrásmegjelöléseként.

## Külső hivatkozások
- Hivatalos honlap (svéd és 17 további nyelv)